# Metz-Gruppe

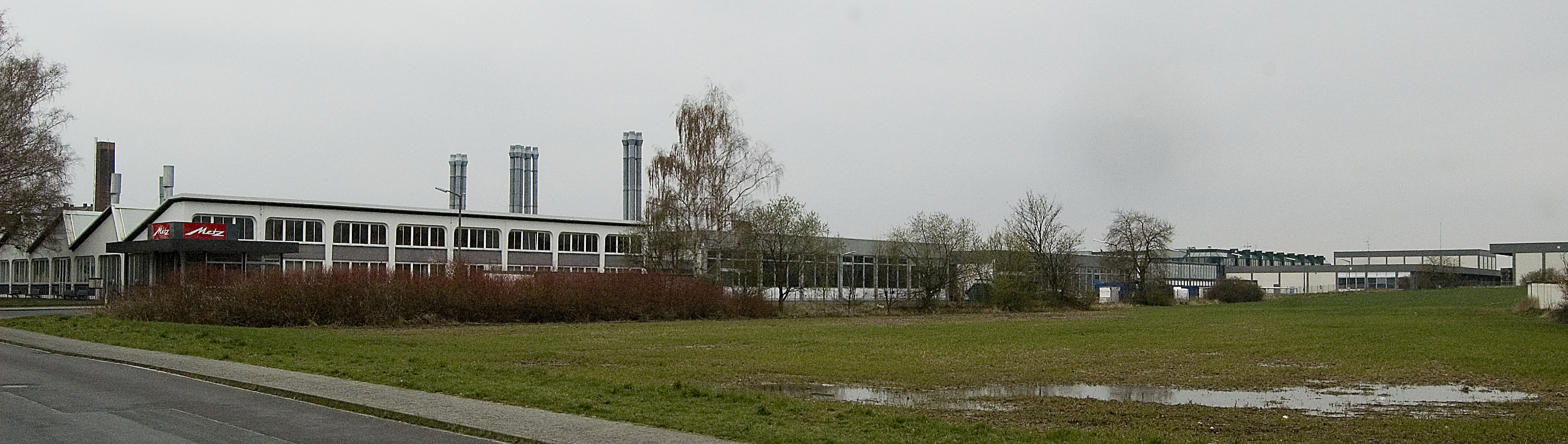
Metz-Werke in Zirndorf

Die Metz-Gruppe ist ein deutscher Unternehmensverbund, der sich auf die Fertigung von Unterhaltungselektronik spezialisiert hatte. Unter dem Markennamen Metz firmierten Unternehmen aus dem Bereich Blitzgeräte, Kunststofftechnik, SMD-Produktion (Metz mecatech GmbH) und der Unterhaltungselektronik (Metz Consumer Electronics GmbH) mit Sitz im fränkischen Zirndorf bei Nürnberg.

## Geschichte
Am 28. November 1938 wurde das Unternehmen von Paul Metz in Nürnberg gegründet. Ab 1939 wurde das Fertigungsprogramm für Carl Zeiss um die Produktion von elektronischen Zielsuchgeräten für Jagdflugzeuge erweitert. Bis zum Ende des Zweiten Weltkriegs 1945 wurden Kurzwellen-Sender und -Empfänger sowie sonstige Funktechnik produziert. Nachdem die militärische Produktion nach dem Krieg komplett entfallen war, begann 1947 der unternehmerische Neustart mit der Produktion von Radiogeräten im neu geschaffenen Unternehmensbereich Radiotechnik, der Mitte der 1970er Jahre in Unterhaltungselektronik umbenannt wurde.
Von 1952 an produzierte Metz universelle Blitzgeräte für Fotoapparate. 1955 war Produktionsstart für Fernseher.
1957 erfolgte der Bau eines Tonmöbelwerkes für Holzgehäuse, das 1969 um eine Kunststoff-Fertigung erweitert wurde.
1993 starb Gründer Paul Metz und das Unternehmen wurde von der 69-jährigen Witwe fortgeführt. Erst 2010 zog sich Helene Metz aus dem operativen Geschäft zurück.
Nachdem das Unternehmen lange Zeit unter dem Preisdruck der asiatischen Konkurrenz gelitten hatte, wurde am 19. November 2014 beim Amtsgericht Fürth Insolvenz beantragt.
Im Januar 2015 teilte das Unternehmen mit, dass etwa 110 der noch 540 Arbeitsplätze abgebaut werden sollten. Nachdem die Metz Werke GmbH & Co. KG im November 2014 Insolvenz angemeldet hatte, kam es Anfang 2015 zur Aufspaltung in zwei Unternehmen. Die Fernsehgerätesparte übernahm der chinesische Elektronikkonzern Skyworth (Skyworth Group Limited). Skyworth ist in China führender Fernseherhersteller und verfolgt seit Jahren einen internationalen Wachstumskurs; vor allem durch Zukäufe erschließt das Unternehmen neue Märkte. Die weiteren Sparten der Metz-Werke, die Blitzgeräte und die Kunststofftechnik, als Metz mecatech GmbH firmierend, erwarb die Daum-Gruppe, die wie Metz aus dem Raum Fürth kommt. Über den Kaufpreis wurde Stillschweigen vereinbart. Insgesamt waren laut Metz Anfang Juni 2015 noch 298 Mitarbeiter beschäftigt. 2018 feierte man das 80-jährige Bestehen als deutsches Traditionsunternehmen und die neue globale Marke METZ blue wurde eingeführt, die sich an ein preislich günstigeres und damit breiteres Marktsegment wenden und langfristig auf allen Kontinenten vertreten sein soll. Ebenso wurde 2018 auf der Eurobike ein elektrischer Fahrradantrieb mit einem Drehmoment bis zu 85 Nm vorgestellt. 2022 stellte die Firma einen solchen Antrieb für Lasträder mit einem Drehmoment von 125 Nm vor.
Eigentümer des Unternehmenareals war von 2015 bis 2022 die Daum-Gruppe aus Fürth. Heute gehört es zum Unternehmen P&P, welches das Areal abseits der verbliebenen Endmontage als Rumpf-Werk zum Wohngelände entwickeln will. Die Metz Consumer Electronics GmbH hat auf dem Gelände zur Endmontage und Verpackung Räumlichkeiten gemietet. Das ehemalige Familienunternehmen verkauft nach eigener Aussage hochwertige Produkte der Unterhaltungselektronik, wobei hiervon nach Ausdünnung des Sortiments nur Fernseher aus Skyworth-Komponenten mit Metz-Programmen und Metz-Logo übrig geblieben sind. Entwicklung der Programme und Endmontage der Produkte aus angelieferten Bauteilen des chinesischen Mutterkonzerns Skyworth finden in Deutschland in gemieteten Teilen der ehemaligen Metz-Werke statt.
Im September 2020 musste auch die Metz mecatech GmbH Insolvenz anmelden, sie wird derzeit (Stand September 2020) abgewickelt. Die Metz-TV-Sparte stellt mit der Metz mobility GmbH zusammen den öffentlich sichtbaren Rest des ehemals eigenständigen Unternehmens dar.

## Unterhaltungselektronik

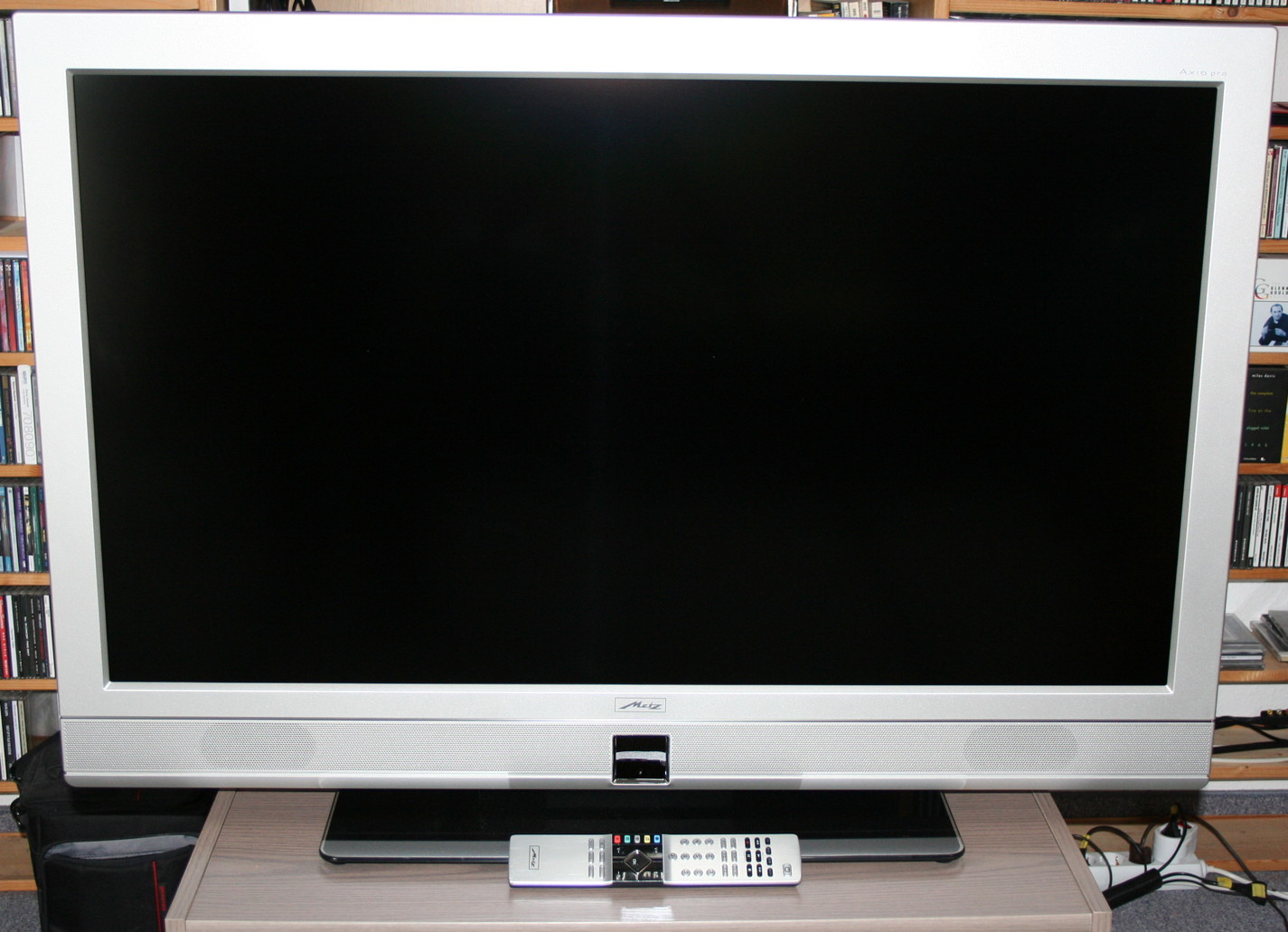
Fernseher Metz Axio 42

1950 hatte Metz ein komplettes Rundfunkgeräteprogramm vom Kleinst-Super bis zum Musikschrank; Errichtung eines Labors für Elektroakustik und eines weiteren Speziallabors. 1954 folgte die Produktion des „Babyphon“, einer batteriebetriebenen Rundfunk-Phono-Kombination, dem ersten Kofferradio mit Plattenspieler. 1955 war der Beginn der Fernsehgeräteproduktion.
1958 kamen die ersten Hifi-Geräte: Stereo-Hifi-Spitzensuper „410“ mit Zweikanal-Verstärker; Stereo-Hifi-Konzertschrank „705“ mit Stereo-Plattenwechsler. 1966 war Metz auf der Hannover-Messe erstmals auch mit Tonbandgeräten vertreten, 1967 war der Beginn der Farbfernsehgeräte-Produktion. Daran schloss sich eine Serie von Hörfunkspots an mit dem markanten Werbeslogan „Allmächd, Rainer, an Metz mächert ich aa“, der aufgrund seiner Bekanntheit noch 2009 und 2018 namensgebend für Metz-bezogene Ausstellungen in Fürth wurde.
1989 begann die Sortimentsergänzung durch VHS- und S-VHS-Camcorder und -Videorecorder. Ab 1998 besaßen alle Fernsehgeräte die 100-Hertz-Technologie. Anlässlich der Internationalen Funkausstellung in Berlin 1999 präsentierte Metz neue Fernsehgeräte der Premium-Linie mit superflacher Bildröhre (4:3 und 16:9) sowie integrierter Raumbeleuchtung, zwei DVD-Player und einen Hifi-CD-Receiver. 2001 wurden hochwertige Plasma-Fernsehgeräte mit 42 Zoll im 16:9-Format vorgestellt. 2003 kamen Harddisc-Recorder mit Timeshift und Background-Recording-Funktion auf den Markt. 2005 wurden selbst entwickelte LCD-Fernsehgeräte (vorbereitet für HDTV) vorgestellt. Ab 2008 verfügte Metz über ein großes LCD-Fernsehgerätesortiment mit 42-Zoll-Full-HD-Panels, 100-Hz-DMC-Technologie und integriertem Festplattenrecorder. Im Jahr 2011 stellte das Unternehmen die Vernetzungslösung Metz Media System vor und erweiterte das Fernsehersortiment um 3D-fähige Produktfamilien. Mit mecaControl wurde auf der IFA 2012 eine Bedien-App zur Steuerung von Metz-Fernsehern via Smartphones und Tablets präsentiert.

## Blitzgeräte

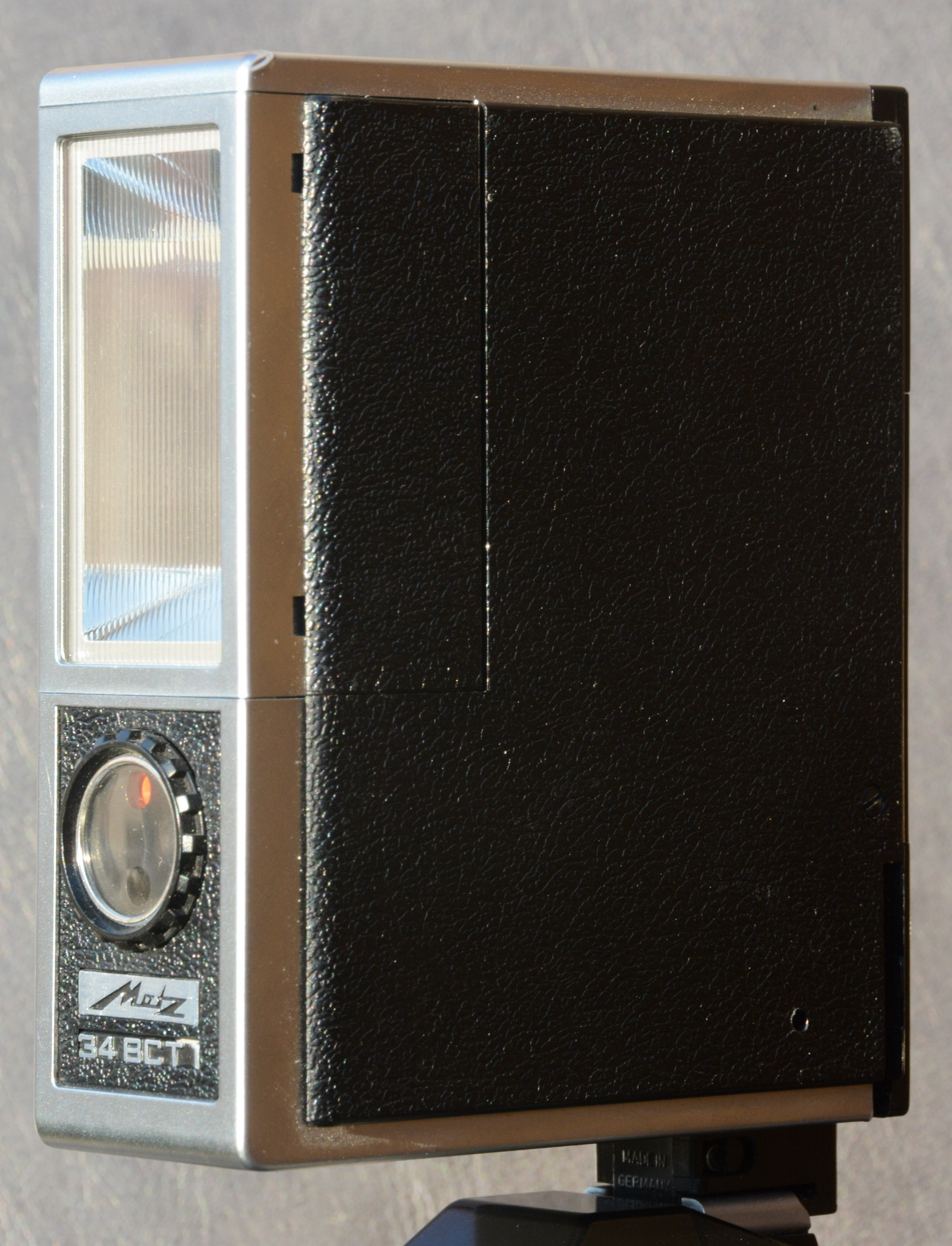
Aufsteck-Elektronenblitz Mecablitz 34 BCT 1

1952 wurde ein weiterer Unternehmensbereich gegründet: Erstmals wurden Blitzgeräte im Auftrag von Agfa und Carl Braun produziert und man begann mit der Herstellung des „mecablitz“. 1957 wurde das erste Transistoren-Elektronenblitzgerät der Welt vorgestellt, das „mecablitz 100“. 1982 lief das fünfmillionste Blitzgerät vom Band. 1994 wurde das Blitzgerät „mecablitz 50 MZ-5“ vorgestellt; erstmals wurde ein Metz-Blitzgerät von drei Mikrocontrollern gesteuert. Um Blitzgeräte an die unterschiedlichen elektronischen Steuerungen verschiedener Kameramodelle anpassen zu können, entwickelte Metz 1986 zusammen mit Bosch, Agfa und Philips SCA-Adaptersysteme wie SCA-3000 und SCA-3002. 1998 wurde auf der photokina das kleinste Blitzgerät der Welt mit hoher Lichtleistung und einfachster 2-Tasten-Bedienung präsentiert. 2002 wurde das zehnmillionste Blitzgerät verkauft. 2012 wurden die Serien mecalight und mecastudio eingeführt. 2013 löste der mecablitz 64 AF-1 digital mit grafischem Touch-Farbdisplay den 58 AF-2 digital ab. Metz zählte zu den drei größten Blitzgeräte-Herstellern der Welt, damals wurden Metz-Blitzgeräte in über 90 Länder exportiert. Als erste weltweit wurden Metz-Blitzgeräte mit einer USB-Schnittstelle ausgestattet, über die sich die Firmware via Computer und Internet aktualisieren lässt.
Die Produktion wurde nach der Insolvenz 2020 eingestellt.

## Kunststofftechnik
Mit dieser Technik beliefern die Metz-Werke auch andere Unternehmen mit Bauteilen, die folgenden Verfahren werden dabei eingesetzt:
- Kompakt-Spritzgießen
- Gasinnendruck-Spritzgießen
- Thermoplast-Schaumgießen
- Ultraschall-Schweißen und Warm-Einbetten
- In-Mold-Verfahren

Zur Oberflächenbehandlung nutzt man bei Metz folgende Techniken:
- Lackierung auf Wasser- oder Lösemittelbasis
- Automatische Lackierung mit Systemen von ABB, AKR und DETE
- Handlackierung an Handspritzkabinen
- Bedruckung (Tampondruck)
- Heißprägung